# Obersteinbach (Bas-Rhin)
Obersteinbach ist eine französische Gemeinde mit 233 Einwohnern (Stand 1. Januar 2021) im Kanton Reichshoffen im Département Bas-Rhin in der Europäischen Gebietskörperschaft Elsass und in der Region Grand Est. Sie ist Teil des Naturparks Nordvogesen.

## Geografie
Die Gemeinde Obersteinbach liegt am Nordrand des Elsass, etwa fünf Kilometer östlich der Grenze zu Lothringen im Tal des Steinbaches, eines Nebenflusses der Sauer. Sie ist umgeben von den Wäldern (Forêt Domaniale de Steinbach) und Buntsandsteinfelsen des Gebiets der in Frankreich so genannten Nordvogesen. Diese Landschaftsformation bildet naturräumlich eine Einheit mit dem südlichen Pfälzerwald auf deutscher Seite und wird auch Wasgau genannt.
Obersteinbach ist ein Straßendorf, das sich mit seinen Fachwerkhäusern entlang der Chaussee erstreckt.

## Geschichte

### Mittelalter
Das Dorf Obersteinbach lag im Amt Lemberg der Grafschaft Zweibrücken-Bitsch und dort in der gleichnamigen Amtsschultheißerei Obersteinbach. Zum Dorf Obersteinbach gehörten der Frauener Hof und Fischbach. Beide gehörten gemeinsam dem jeweiligen Landesherren des Amtes Lemberg und dem Bischof von Speyer.

### Frühe Neuzeit
1570 verstarb Graf Jakob von Zweibrücken-Bitsch (* 1510; † 1570) als letztes männliches Mitglied seiner Familie. Das Amt Lemberg erbte seine Tochter, Ludovica Margaretha von Zweibrücken-Bitsch, die mit dem (Erb-)Grafen Philipp (V.) von Hanau-Lichtenberg verheiratet war. Ihr Schwiegervater, Graf Philipp IV. von Hanau-Lichtenberg, gab durch die sofortige Einführung des lutherischen Bekenntnisses dem streng römisch-katholischen Herzog Karl III. von Lothringen Gelegenheit, militärisch zu intervenieren, da dieser die Lehnshoheit über die ebenfalls zum Erbe gehörende Herrschaft Bitsch besaß. Im Juli 1572 besetzten lothringische Truppen die Grafschaft. Da Philipp IV. der lothringischen Übermacht nicht gewachsen war, wählte er den Rechtsweg. Beim anschließenden Prozess vor dem Reichskammergericht konnte sich Lothringen hinsichtlich der Herrschaft Bitsch durchsetzen, das Amt Lemberg dagegen – und somit auch Obersteinbach – wurde der Grafschaft Hanau-Lichtenberg zugesprochen. Der Vertrag, der den Streit beendete, enthielt auch einen Passus, der den Katholiken eine freie Glaubensausübung in Obersteinbach garantierte.
1736 starb mit Graf Johann Reinhard III. der letzte männliche Vertreter des Hauses Hanau. Aufgrund der Ehe seiner einzigen Tochter, Charlotte (* 1700; † 1726), mit dem Erbprinzen Ludwig (VIII.) (* 1691; † 1768) von Hessen-Darmstadt fiel die Grafschaft Hanau-Lichtenberg nach dort.

### Neuzeit
Im Zuge der Französischen Revolution fiel dann der linksrheinische Teil der Grafschaft Hanau-Lichtenberg – und damit auch das Amt Lemberg und Obersteinbach – 1794 an Frankreich. Durch die Grenzziehung im Zweiten Pariser Frieden 1815 gehörte es zum Königreich Bayern und dort zum Rheinkreis. Für Frankreich war die Grenzziehung problematisch, da so der Weg zwischen den französischen Festungen Bitsch und Weißenburg durch bayerisches Gebiet führte. In der Grenzkonvention zwischen Bayern und Frankreich trat Bayern am 9. Dezember 1825 Nieder- und Obersteinbach an Frankreich ab.

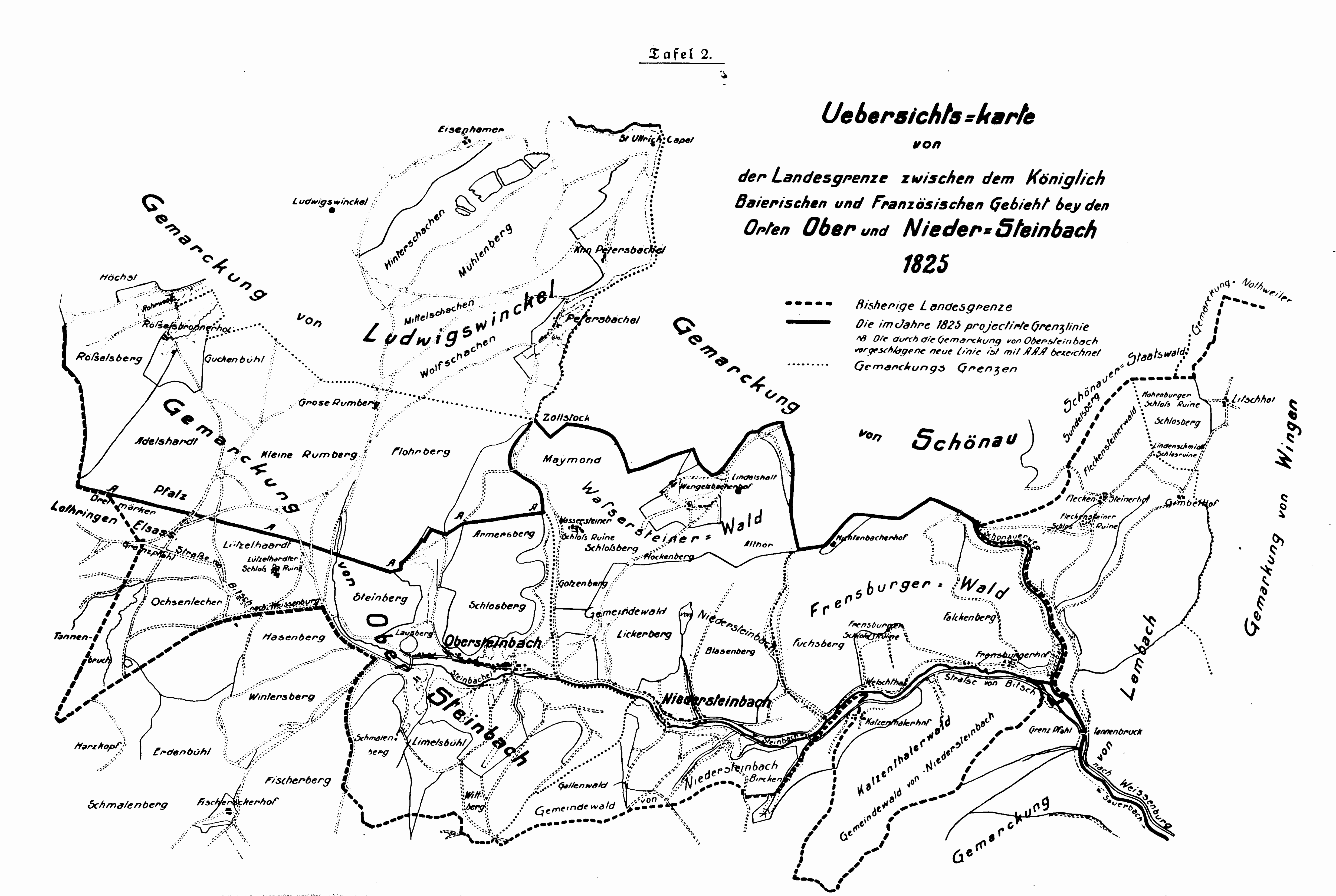
Karte zu den durch die Grenzkonvention zwischen Bayern und Frankreich von 1825 abgetretenen Gebiete

#### Malerkolonie
Ab 1896 bis zum Ende des Ersten Weltkriegs beherbergte Obersteinbach zweimal im Jahr eine Malerkolonie. Gegründet von Franz Hein, ein Maler aus Norddeutschland, der an der Kunstschule Karlsruhe Malerei, Holzschnitt und Lithographie unterrichtete. Er war am Mittelalter und seinen Sagen interessiert. Bei einem Besuch der Burg Wasigenstein war er sofort fasziniert und malte mehrere Bilder und beschloss, im nahen Obersteinbach eine Malerschule einzurichten. Für die damalige Zeit beispiellos, war sie hauptsächlich für Frauen gedacht. Die jungen Frauen kamen aus Karlsruhe mit dem Zug bis Lembach und fuhren mit der Kutsche bis Obersteinbach. Die meisten wohnten in der Pension Fricker-Sensfelder, heute das Hotel Anthon. Die Besitzerin, Frau Fricker, baute eine Glasveranda für ihre Gäste. Für die Einheimischen waren die Malerinnen die „Molwiewer“ (Malweiber). 1918 wurde das Elsass wieder französisch und die deutschen Besucher konnten nicht mehr kommen. Als eine Gruppe von Anwohnern in den 2010er Jahren begann, die Geschichte der Malerkolonie zu erforschen, fand man im Keller der Nachfolger der Wirte Fricker-Sensfelder 15 Bilder, die die Pensionsgäste ihren Gastgebern vermacht hatten. 2019 erschien ein Buch über die Malerkolonie von Bernhard Bonkhoff.

### Bevölkerungsentwicklung
| Jahr      | 1962 | 1968 | 1975 | 1982 | 1990 | 1999 | 2007 | 2017 |
| Einwohner | 193  | 230  | 189  | 197  | 199  | 184  | 224  | 227  |

## Kultur und Sehenswürdigkeiten

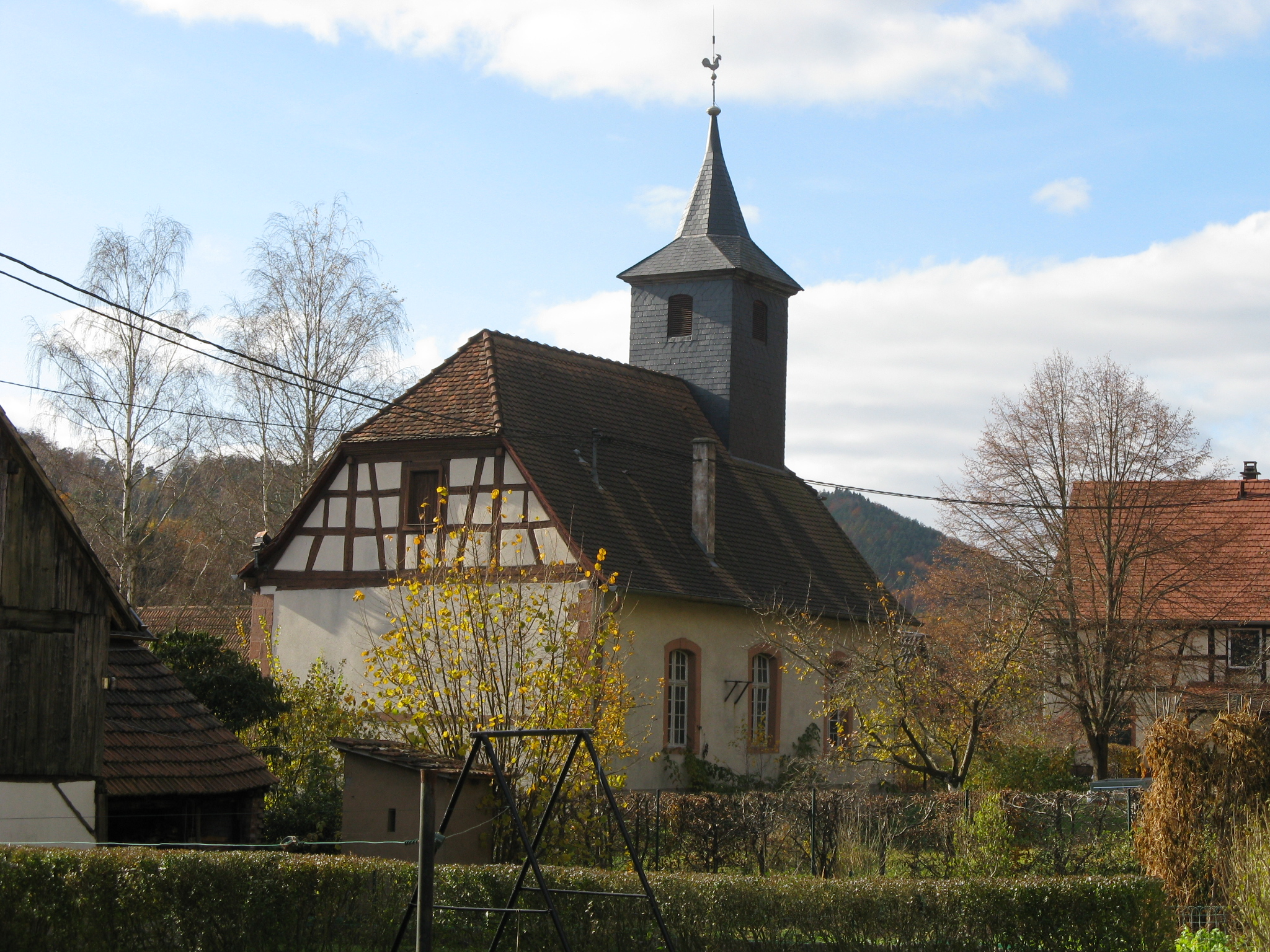
Evangelische Kirche von 1787

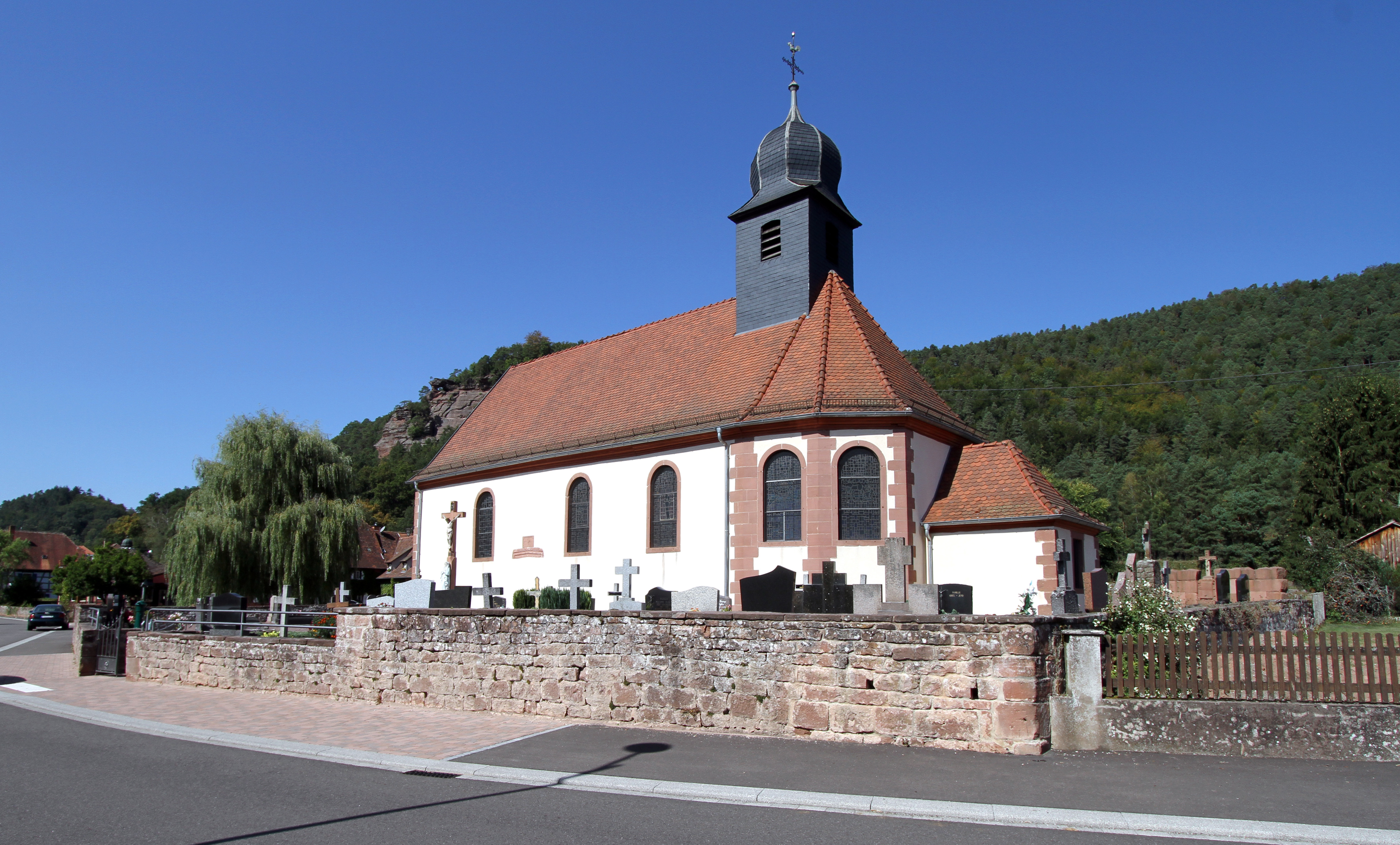
Katholische Kirche St. Martin

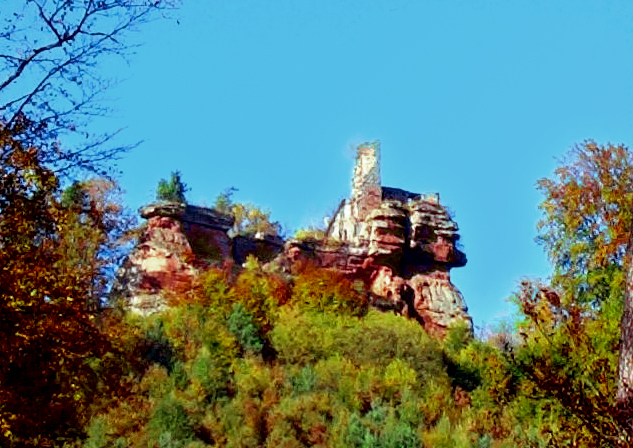
Burgruine Lützelhardt

- Zahlreiche in den Sandstein gehauenen Felsenburgen umgeben Obersteinbach. Deren bedeutendste ist der nördlich gelegene Wasigenstein vom Anfang des 12. Jahrhunderts. Diese Burg ist Schauplatz des Waltharilieds. Unweit davon befinden sich direkt an der deutschen Grenze auf dem Maimont sogenannte Opferschalen, die aus heutiger Sicht allerdings die Folge natürlicher Auswitterungen sind. Ebenfalls aus dem 12. Jahrhundert stammen die Ruinen der Burg Lützelhardt westlich des Ortes. Etwas jünger ist die Burgruine Klein-Arnsberg.
- Die römisch-katholische Pfarrkirche St. Martin stammt von 1804 (Datierung über dem Türsturz). Ein Vorgängerbau (seit 1371 belegt) wurde im Zuge der Französischen Revolution 1789 zerstört. Der heutige Bau steht auf kreuzförmigem Grundriss mit Rundbogenfenstern, Oculi im Giebelfeld und schiefergedecktem Zwiebelturm.
- Die evangelische Kirche steht auf rechteckigem Grundriss und hat Segmentbogenfenster, Ostgiebel in Fachwerk und einen Glockenturm mit Spitzhelm. Sie wurde 1787 unter Landgraf Ludwig IX. (Hessen-Darmstadt) errichtet. Über dem Türsturz prangt sein Monogramm.
- Museum zur Geschichte der Burgen im Steinbachtal.

## Freizeit und Tourismus
Der Vogesenclub hat im Umkreis viele Wanderwege markiert, die auch zu sämtlichen Burgruinen und pittoresken Felsen führen. Es gibt in Obersteinbach Einkehr- und Übernachtungsmöglichkeiten.

## Verkehr
Der Ort liegt an der Départementsstraße D3, die als D35 von Bitche kommend, parallel zur französisch-deutschen Grenze in West-Ost-Richtung nach Wissembourg verläuft.